# Mervans
 Mervans  es una población y comuna francesa, en la región de Borgoña, departamento de Saona y Loira, en el distrito de Louhans y cantón de Saint-Germain-du-Bois.

## Demografía
| 1608 | 1598 | 1593 | 1285 | 1231 | 1169 |
| Para los censos de 1962 a 1999 la población legal corresponde a la población sin duplicidades (Fuente: INSEE [Consultar]) |      |      |      |      |      |